# Râul Mereni
Râul Mereni este un afluent al râului Măgura. 

## Hărți
- Harta județului Brașov